# Filmfestival Oostende
Het Filmfestival Oostende is een filmfestival dat sinds 2007 jaarlijks wordt georganiseerd door de vzw 'Les Films du Bord de Mer'. De voorstellingen worden doorgaans gegeven in Kinepolis Oostende. Op de slotavond van het festival worden ook de Vlaamse filmprijzen, De Ensors toegekend door de leden van de Ensor Academie, uitgereikt. Sinds 2021 worden hier ook De Jamies uitgereikt, prijzen voor de beste makers van online content.

## Edities

### 2007
Van 5 tot 11 september met centrale gast Arno.
Avant-premières (28): o.a Stardust, The Bourne Ultimatum, Evening, A Mighty Heart, 28 Days Later, Boxes, Straightheads, G.I Jesus, openingsfilm: Control van Anton Corbijn, slotfilm: Atonement van Joe Wright
Reprises: o.a 24 Hour Party People, 9 Songs, Shut Up and Swing, Year of the Horse, The Blues, 30 Century Man, Live from the London Palladium
Televisieseries: o.a Weeds, Battlestar Galactica, 24, House M.D., Lost, Shark, Nip/Tuck, The 4400, The Simpsons, CSI

### 2008
Centrale gast: Tom Barman
Avant-premières: Angus, Thongs and Perfect Snogging, Aquarelle, Bangkok Dangerous, Coma, Fireflies in the Garden, Flawless, Gomorra, Hellboy II: The Golden Army, Inju, J'ai toujours rêvé d'être un gangster, La zona,
Le Silence de Lorna, Mamma Mia, Manipulation, Mirrors, Parade Nuptiale,
Petites Vacances à Knokke le Zout, Red Belt, Salt of This Sea, Silk, The Bank Job, The Fall, The Life Before Her Eyes, The Love Guru, Tropa de Elite en Tropic Thunder, openingsfilm: Waltz with Bashir van Ari Folman, slotfilm: Burn After Reading van Ethan en Joel Coen.
Reprises: Chelsea on the Rocks, CSNY: Deja vu, Fados, Falco: Quit Living on Dreams, I'm Not There, Istanbul, Life Through a Lens, Lou Reed's Berlin, Nina Simone Love Sorceress... Forever, Once en Rumba
Televisieseries: A Bit of Fry and Laurie, 'Allo 'Allo!, Are You Being Served?, Bionic Woman, Brothers & Sisters, Cagney and Lacey, Californication, Cashmere Maffia, Chuck, Dad's Army, Dexter, Dirt, Fame, Fans, Flikken, Gavin & Stacey, Home Improvement, House M.D., In the Wake of the Belgica, It Ain't Half Hot Mum, Jennifer Saunders Special, Kidnapped, Law & Order, Life and Times of Vivienne Vyle, Little Britain Abroad, Little Britain Live, M.A.S.H., Magnum, P.I., Married... with Children, Merlina, NYPD Blue, Pushing Daisies, Samantha Who?, Seinfeld, Some Mothers Do 'Ave 'Em, The Equalizer, The Golden Girls, The Incredible Hulk, The L Word, The Office US, The Tudors, Turks fruit, You Rang, M'Lord? en Zone Stad

### 2009
Van 19 tot 25 augustus met centrale gast Maurice Engelen
Avant-premières: Bathory, Crossing Over, Easy Virtue, Emma Blank, Gamer, Genova, L'armée du Crime, Recht in de ogen a.k.a. De Acht, September Issue, Tenderness, The Hurt Locker, The Least Among You, The Other Man, The Young Victoria, Un autre homme en Un prophète, openingsfilm: Meisjes van Geoffrey Enthoven, slotfilm: My Queen Karo van Dorothée Van Den Berghe.
Reprises: Blackboard Jungle, Crimes of Passion, Der blaue Engel, La Grande Bouffe, La Pianiste, Last Tango in Paris, Leaving Las Vegas en Taxi Driver
Televisieseries: 24, Bones, Breaking Bad, Californication, Crash, Dead Like Me, Ghost Whisperer, House M.D., Hung, Kyle XY, Mad Men, Sons of Anarchy, The L Word, The Riches (seizoen 1), Torchwood, The Tudors en Weeds
Belgische kortfilms: A Day in a Life, A Region of Transition Between Two Biological Communities, Amber, Beeldende kracht, De onbaatzuchtigen, De zwemles, Dernier Voyage, Een kleine duw, Fal, Kaïn, La Désinvolture, La Vita Nuova, Lennon en Verbrandman
Games: Assassin's Creed II, Batman: Arkham Asylum, Buzz! De strafste van België, Colin McRae: DiRT2, Dissidia: Final Fantasy, FIFA10, Need for Speed: Shift, Rabbids Go Home, Shaun White Snowboarding: World Stage, SingStar Pop Edition en Uncharted 2: Among Thieves

### 2010
Van 3 tot 11 september met centrale gast Bart De Pauw.
Bij deze editie werden de Vlaamse Filmprijzen voor het eerst uitgereikt.
Avant-premières: Four Lions, Despicable Me, Io sono l'amore, Ano Bisiesto, Vreemd bloed, Wall Street: Money Never Sleeps, Laban maakt er een potje van, The Runaways, Dinner for Schmucks, Marieke Marieke en Genadeloos, openingsfilm: Adem van Hans Van Nuffel, slotfilm: The American van Anton Corbijn.

### 2011
Van 2 tot 10 september met centrale gast Peter Van den Begin.
Avant-premières: onder andere Habemus Papam, openingsfilm: Hasta la vista van Geoffrey Enthoven, slotfilm: The Devil's Double van Lee Tamahori.

### 2012
Van 7 tot 15 september met centrale gast Barbara Sarafian.
Avant-premières: ..., openingsfilm: Little Black Spiders van Patrice Toye, slotfilm: Reality van Matteo Garrone.

### 2013
Van 6 tot 14 september met centrale gast Johan Heldenbergh.
Avant-premières: Vijay and I, Best Night Ever, Mr. Morgan's Last Love, Night Train to Lisbon, Waar is Knoester?, Manneke Maan, Het verloren vriendje en andere verhalen, Bekas, The Spirit of '45, The Butler, Elle s'en va, Abracadabra, Rush, Thanks for Sharing, The East, White House Down, Insidious: Chapter 2, A Farewell to Fools, Una Pistola en Cada Mano en Rock the Casbah, openingsfilm: Los Flamencos van Daniel Lambo, slotfilm: In Bloom van Chris Michael Birkmeier.

### 2014
Van 12 tot 20 september met centrale gast Wim Willaert.
Avant-premières: The November Man, Resan till Fjäderkungens rike (De verenkoning), I Origins, Plan Bart, The Trip to Italy, And So It Goes, Hector and the Search for Happiness, 3 cœurs, Gett: Le procès de Viviane Amsalem, Henri, Elle l'adore, Onder het hart, Das finstere Tal, Dorsvloer vol confetti, Nena, Locke, Feuchtgebiete, Tu veux ou tu veux pas, The Riot Club, Sputnik, openingsfilm: A Most Wanted Man van Anton Corbijn, slotfilm: Third Person van Paul Haggis.

### 2015
Van 11 tot 19 september met als centrale gast Maaike Cafmeyer
Avant-premières: Hin und weg, Keet & Koen: De speurtocht naar Bassie & Adriaan, Les Anarchistes, The Intern, Me and Earl and the Dying Girl, Sicario, Schone handen, Solace, Ni le ciel ni la terre, Gus, Testament of Youth, Virgin Mountain, Marguerite, Knight of Cups, True Story, La Glace et le Ciel, Masaan, Journey to the Shore, Under Electric Clouds, Un début prometteur, Keeper, Vergine giurata, Nasty Baby, Krisha, Maryland, Destressed, Boomerang, Gluckauf, I Am Nojoom, Age 10 and Divorced, Everest, Bridgend, Maze Runner: The Scorch Trials, openingsfilm: Café Derby van Lenny Van Wesemael, slotfilm: Cafard van Jan Bultheel.

### 2016
Van 9 tot 17 september met als centrale gast Kevin Janssens
Avant-premières: Absolutely Fabulous: The Movie, The Infiltrator, Genius, Free State of Jones, Captain Fantastic, openingsfilm: Everybody Happy van Nic Balthazar, slotfilm: Le Passé devant nous van Nathalie Teirlinck.

### 2017
De Master van het filmfestival, een curator van het festival, was Wim Opbrouck.
De film Home van Fien Troch is de grote winnaar geworden en kon zes nominaties verzilveren. Home won de Ensor voor Beste Film, Beste Regisseur, Beste Acteur (Loïc Bellemans, Mistral Guidotti, Sebastian Van Dun), Beste Actrice (Lena Suijkerbuijk), Beste Vrouwelijke bijrol (Els Deceukelier) en Beste Montage (Nico Leunen).

### 2018
Het filmfestival vond plaats van 7 tot en met 15 september 2018.
Als Master van FFO2018 werd Matteo Simoni gevraagd. Hij mocht als curator van het festival een eigen master selectie samenstellen met oudere films die tijdens het filmfestival terug in cinemazaal werden vertoond. Centraal thema in zijn selectie vormde de band 'vader en zoon', naast Italiaanse invloeden.  De volgende negen films werden geselecteerd: La meglio gioventù, Ladri di biciclette, Nebraska, Cinema Paradiso, The Kid, Le Fils, La stanza del figlio, In the Name of the Father en There Will Be Blood.
Tijdens het festival kregen Harry Kümel, Robbe De Hert en Raoul Servais een Lifetime Achievement Award met een bijhorende ster op de zeedijk.
Internationale genodigden op het festival waren onder meer Jean-Claude Van Damme die Lukas kwam voorstellen en Rupert Everett die The Happy Prince kwam voorstellen. Voor de voorstelling van het tweede seizoen van de internationale politieserie The Team waarbij de eerste twee afleveringen op 10 september in première werden vertoond in de zaal kwamen de acteurs Jürgen Vogel en Marie Bach Hansen en regisseur Kasper Gaardsøe. Lynn Van Royen die een hoofdrol in het tweede seizoen kreeg was ook aanwezig. Bille August was aanwezig op de première van zijn film Eleanor & Colette, de acteurs Søren Malling, Loes Haverkort, Teun Kuilboer en Lisa Smit waren aanwezig op de Belgische première van Redbad van Roel Reiné. De film maakte ook deel uit van de internationale LOOK!-competitie.
Vrijdag 14 september werden de winnaars van de internationale competities en de Kortfilmcompetitie bekend gemaakt. De kortfilmcompetitie werd beoordeeld door een jury onder leiding van Frances Lefebure. Beste Kortfilm was voor Leni Huyghe met haar film Seascape. Abel Bos kreeg voor Vis de prijs voor Beste Scenario. Michiel Robberecht won met Peer Gynt Beste Cinematografie. In de Taste of Europe-competitie worden Europese films geselecteerd van het afgelopen jaar die nog niet in België gereleaset zijn. De publieksprijs in deze competitie ging naar de absurde Finse komedie Heavy Trip van Juuso Laatio en Jukka Vidgren. De UFK-UCC Persprijs was voor het Roemeense drama Lemonade van Ioana Uricaru. In de internationale LOOK!-competitie kende een jury onder leiding van Marijke Pinoy prijzen toe aan films die de esthetische kwaliteiten van cinema en het visuele vermogen van film weergeven. De geselecteerde films waren dit jaar alle gelinkt aan de actualiteit. Beste Production Design was voor Las Herederas van Marcelo Martinessi, prijs voor Beste D.O.P. ging naar Carlos Catalan voor A Twelve Year Night van Alvaro Brechner. Beste Film van de LOOK!-competitie was Lazzaro Felice van Alice Rohrwacher, persprijs binnen de LOOK!-competitie ging naar A Twelve Year Night van Alvaro Brechner.
Het festival had als openingsfilm de première van Engel van Koen Mortier, de première van Will Tura, Hoop doet leven, de documentaire film van Dominique Deruddere, van Hollywood aan de Schelde van Robbe De Hert, een avant-première van Lukas in aanwezigheid van hoofdrolspeler Jean-Claude Van Damme en de Belgische mede-acteurs Kevin Janssens en Sam Louwyck, de Belgische première van Frères Ennemis in aanwezigheid van hoofdrolspeler Matthias Schoenaerts en regisseur David Oelhoffen en een vertoning van The Happy Prince van Rupert Everett, regisseur, scenarist en hoofdrolspeler van en in de film over de laatste levensjaren van de Ierse auteur Oscar Wilde, en opgenomen in de LOOK!-competitie.
Tijdens het festival werd er ook een Binge-marathon georganiseerd van De Dag, een serie naar scenario van Jonas Geirnaert en Julie Mahieu en in regie van Gilles Coulier en Dries Vos.
Op de slotavond werden de Ensors uitgereikt, de Vlaamse filmprijzen toegekend door de leden van de Ensor Academie. Bij de prijzen voor de filmindustrie en de televisiesector konden de veelvuldige nominaties voor Cargo niet leiden tot vele prijzen. Bij de filmprijzen was het Le Fidèle van Michaël R. Roskam die meerdere prijzen kon verzilveren, bij de televisieprijzen was Tabula rasa van Kaat Beels en Jonas Govaerts de grote winnaar.